# Annarosa
Annarosa  è un nome proprio di persona italiano femminile.

## Varianti
- Femminili: Anna Rosa[1][2]

### Varianti in altre lingue
- Spagnolo: Ana Rosa

## Origine e diffusione
Si tratta di un nome composto, formato dall'unione di Anna e Rosa; gli stessi nomi, in ordine inverso, formano il nome Rosanna. Secondo dati raccolti negli anni '70, con 12.000 occorrenze è il secondo per diffusione fra i composti basati su Anna, dietro ad Annamaria e seguito da Annarita e Annalisa.

## Onomastico
L'onomastico si può festeggiare lo stesso giorno di Anna o di Rosa; il nome doppio è stato inoltre portato da una beata, Anna Rosa Gattorno, fondatrice delle Figlie di Sant'Anna, ricordata il 6 maggio.

## Persone

Annarosa Garatti

- Annarosa Buttarelli, filosofa, saggista, docente e ricercatrice italiana
- Annarosa Dal Maso, pittrice e scrittrice italiana
- Annarosa Garatti, attrice e doppiatrice italiana
- Annarosa Taddei, pianista italiana

### Varianti
- Anna Rosa Gattorno, religiosa italiana
- Ana Rosa Luna, pallavolista portoricana
- Ana Rosa Quintana, giornalista e conduttrice televisiva spagnola